# Nour Mansour
Nour Mansour (właśc. Nour Nayef Mansour; ar. نور نايف منصور; ur. 22 października 1989 w Wadi El Nahleh) – libański piłkarz, występujący na pozycji obrońcy w libańskim klubie Al Ahed FC oraz w reprezentacji Libanu. Uczestnik Pucharu Azji 2019 i 2023.

## Statystyki

### Klubowe
Na podstawie:
| Klub        | Sezonów | Liga                    | Liga  | Liga   | Puchar | Puchar | Kontynentalne | Kontynentalne | Suma  | Suma   |
| Klub        | Sezonów | Liga                    | Mecze | Bramki | Mecze  | Bramki | Mecze         | Bramki        | Mecze | Bramki |
| ----------- | ------- | ----------------------- | ----- | ------ | ------ | ------ | ------------- | ------------- | ----- | ------ |
| Al-Safa' SC | 5       | Libańska Premier League | 88    | 25     | 0      | 0      | 15            | 3             | 52    | 40     |
| Al Ahed FC  | 8       | Libańska Premier League | 105   | 15     | 0      | 0      | 37            | 6             | 146   | 27     |
|             | Łącznie | Łącznie                 | 193   | 40     | 0      | 0      | 52            | 9             | 245   | 49     |

### Reprezentacyjne
Na podstawie:
| Gole w reprezentacji | Gole w reprezentacji | Gole w reprezentacji | Gole w reprezentacji | Gole w reprezentacji | Gole w reprezentacji | Gole w reprezentacji | Gole w reprezentacji         |
| Lp.                  | Data                 | Miasto               | Przeciwnik           | Wynik                | Gole                 | Inne                 | Rozgrywki                    |
| -------------------- | -------------------- | -------------------- | -------------------- | -------------------- | -------------------- | -------------------- | ---------------------------- |
| 1.                   | 05.09.2017           | Pjongjang            | Korea Północna       | 2:2 (0:1)            | 47'                  |                      | Eliminacje Pucharu Azji 2019 |
| 2.                   | 28.12.2023           | Trypolis             | Jordania             | 2:1 (1:1)            | 90'                  |                      | mecz towarzyski              |

## Sukcesy
Na podstawie:

### Klubowe
Z Al Ahed:
- Zwycięzca Pucharu AFC 2019
- Mistrz Libanu 2016/17, 2017/18, 2018/19, 2021/22, 2022/23

Z Al-Safa:
- Mistrz Libanu 2012/13